# Enchelyopus
Enchelyopus is een monotypisch geslacht van straalvinnige vissen uit de familie van de Lotidae.

## Soorten
- Enchelyopus cimbrius (Linnaeus, 1766) – Vierdradige meun